# Bruce McCandless
Bruce McCandless II (Boston, 8 juni 1937 - 21 december 2017) was een Amerikaans ruimtevaarder. Hij heeft twee ruimtevluchten op zijn naam staan.
Zijn eerste missie was STS-41-B met de spaceshuttle Challenger en vond plaats op 3 februari 1984. Tijdens de missie werden twee communicatiesatellieten in een baan rond de Aarde gebracht. Tijdens deze missie maakte hij twee ruimtewandelingen. McCandless was de eerste persoon ooit die dit deed zonder met kabels vast te zitten aan een ruimtevaartuig. Hij maakte daarbij gebruik van de Manned Maneuvering Unit (MMU) om te kunnen manoeuvreren in de ruimte.
Zijn tweede missie was STS-31 met de spaceshuttle Discovery, die werd gelanceerd op 24 april 1990. Dit was de missie die de ruimtetelescoop Hubble de ruimte in bracht.
Op 31 augustus 1990 verliet hij NASA en ging hij als astronaut met pensioen. 

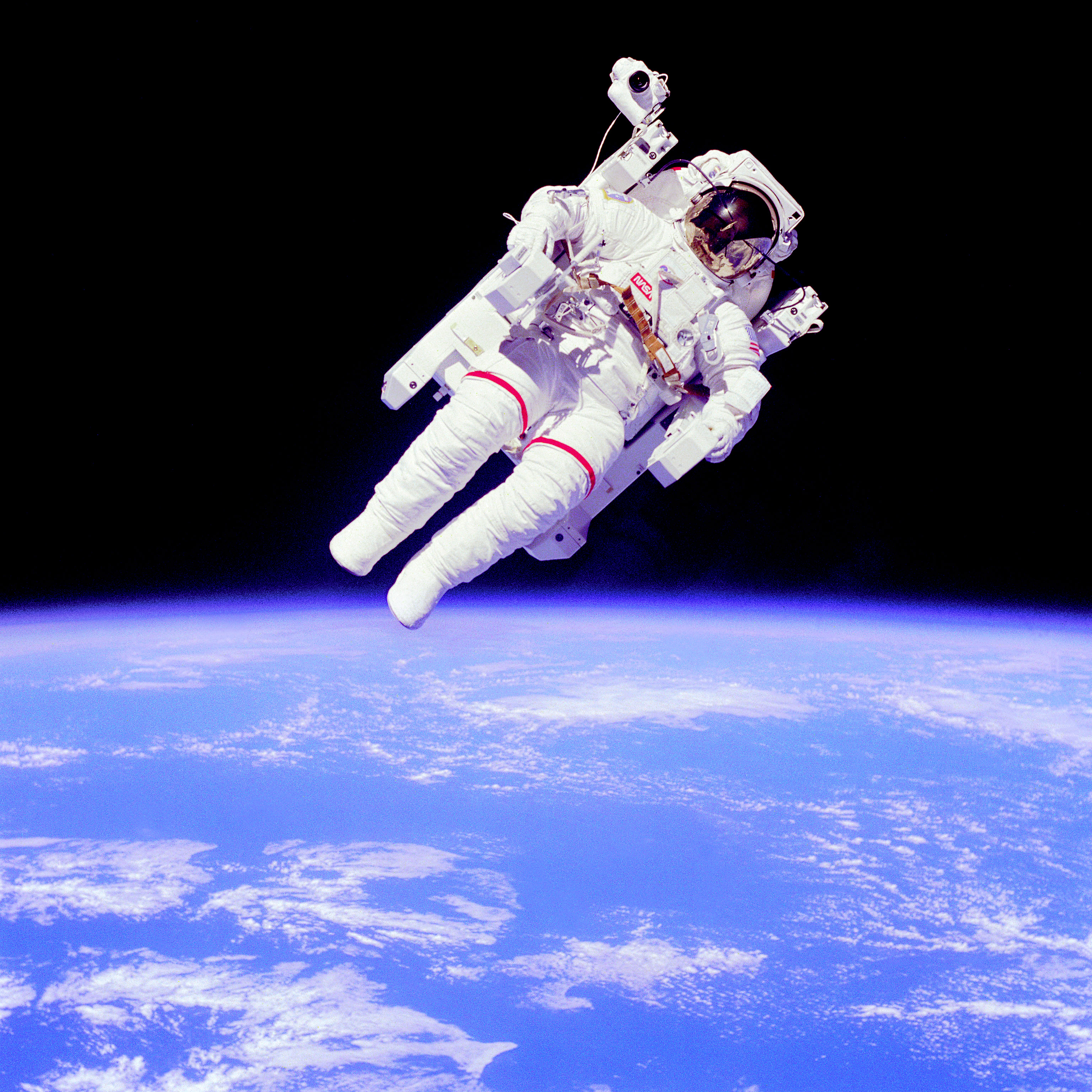
McCandless vliegt door de ruimte met de MMU.